# Церква святого архістратига Михаїла (Тернопіль)
Церква святого архістратига Михаїла в Тернополі — парафія і храм Тернопільсько-Зборівської архієпархії Української греко-католицької церкви в Тернополі (деканат м. Тернополя — Східний).

## Історія церкви
Парафію офіційно зареєстровано 22 травня 1992 року. Проте ще в березні того ж року ініціативна група тернополян, зокрема Роман Крупа, Тереза Зарівна та Євген Догляд, розпочала процес спорудження храму на масиві «Сонячний». Організаційними питаннями займався інженер-будівельник Володимир Пострільоний, який запропонував назвати майбутню церкву на честь святого Архистратига Михаїла. Спершу була збудована капличка, освячена 12 липня 1992 року, де проводили богослужіння до 2000 року.
Проєкт храму розробив архітектор Степан Дзюбинський. Каркас іконостасу виготовили майстри з Самбора на чолі з Ярославом Шийкою, а розпис виконав Ігор Зілінко. Серед численних жертводавців були єпископ Михаїл Сабрига, який передав кошти від громад УГКЦ Австралії та організації «Kirche in Not», а також громадяни США та місцеві родини. Розпис ікон завершився у 2010 році.
21 листопада 2000 року єпископ Михаїл Сабрига освятив храм. 19 січня 2013 року парафію відвідав архиєпископ і митрополит Василій Семенюк.
При парафії діють численні спільноти:
- Архибратства Матері Божої Неустанної Помочі та «Апостольство молитви».
- Спільноти «Матері в молитві» та «Віра і світло».
- Братство «Біблійне коло» та «Ангельське братство» для дошкільнят.
- Марійська і Вівтарна дружини.

Також при храмі функціонує недільна школа, яка має чотири класні кімнати, бібліотеку та актовий зал у цокольному поверсі. На церковному подвір'ї збудовано капличку Пресвятої Богородиці. Парафія також володіє парафіяльним житловим будинком з 10 помешканнями та сільською хатою в Зарваниця.

## Парохи
- о. Павло Репела (1992—1993),
- о. Василь Брегін (1993—1995),
- о. Омелян Колодчак (жовтень 1994—1996),
- о. Василь Дишкант (1995, сотрудник),
- о. Ярослав Онищук (з 1996),
- оо. сотрудники Василь Дишкант, Роман-Любомир Кузьменко, Павло Старицький, Петро Бурак.